# 中国2010年上海世界博览会白俄罗斯馆
中国2010年上海世界博览会白俄罗斯馆是2010年上海世博会上代表白俄罗斯的展馆，位于世博园区C片区，占地面积1000平方米。白俄罗斯馆的主题是“城市文化多样；城市良性经济；城市科技创新；居住环境提升；城市化进程”。
白俄罗斯馆的设计理论是空气和水，展馆内壁就被涂成了代表淡水的深蓝色，内部还有展现蓝天白云的半球体。白俄罗馆还通过各种科技手段展示白俄罗斯城市发展所取得的成就，包括在第二次世界大战后重建的首都明斯克。